# Missie Misomali
Missie Misomali (ur. 9 października 1950) – malawijska sprinterka.
Brała udział w biegu na 100 metrów na Letnich Igrzyskach Olimpijskich 1972, odpadając w eliminacjach.